# شرف‌آباد (کرمان)
شرف‌آباد، روستایی است از توابع بخش مرکزی شهرستان کرمان در استان کرمان ایران است که هم اکنون از طریق پل ( تقاطع غیر هم‌سطح ) به خیابان جهاد منتظری سابق متصل شده. 

## جمعیت
این روستا در دهستان زنگی‌آباد قرار داشته و براساس آخرین سرشماری مرکز آمار ایران که در سال ۱۳۹۵ صورت گرفته، جمعیت آن ۸۷۵۰ نفر (۲۸۰۰ خانوار) بوده‌است.